# Škrabka (chirurgie)
Škrabka (též zastarale raspatorium) je druh ostrého chirurgického nástroje, sloužící k snímání nevelkých objemů tkáně či novotvarů. Nástroj se funkcí podobá noži či struháku, pracuje se s ním ale podobně, jako s dlátem.

## Nejobvyklejší modifikace
- Willigerova škrabka má zaoblené prohnuté zakončení
- Langenbeckova škrabka je zakončena dlátovitým ostřím
- Ollierova škrabka (okrouhlá škrabka) má zaoblené protažené ostří ve tvaru jazyka
- škrabka na žebra podle Doyena má hákovitý tvar a ostří s vnitřním břitem
- škrabka Semb má zalomené ostří s břitem, broušeným do tvarového profilu (obvykle do vnitřního klínu)